# Crocidophora curvilinealis
Crocidophora curvilinealis là một loài bướm đêm trong họ Crambidae.